# 悠創の丘
悠創の丘（ゆうそうのおか）は山形県山形市にある都市公園。

## 概要
山形市南東部の高台に位置する東北芸術工科大学の隣接地に、山形県が自然と人が共感し、創造する丘をコンセプトに芸術・文化の森を整備。1998年6月に開園した。
園内は、感動の丘、出会いの広場、ふれあい広場、たけのこ広場、天空の丘等で構成される。また、作品の展示室や創作活動も可能な研修室がある悠創館が設置されている。園内を流れる馬立川には、どんぐり橋と名付けられた吊り橋が架かり対岸と結んでいる。

## アクセス
- バス - JR山形駅から芸術工科大学前行きに乗り終点下車徒歩10分。
- 山形自動車道山形蔵王ICから約12分。
- 東北中央自動車道山形上山ICから約13分。

## 周辺
- 東北芸術工科大学
- 西蔵王公園
- ヒルズサンピア山形